# 垂桉草
垂桉草（学名：Triumfetta bartramia）为田麻科垂桉草屬下的一个种。